# Saulius Gricius
Saulius Gricius (* 27. Juni 1963 in Kaunas, Litauische Sowjetrepublik; † 19. Mai 1991 ebenda) war ein litauischer Politiker und Umweltschützer.

## Leben
Nach dem Abitur an der 12. Mittelschule in Vilijampolė absolvierte er das Studium der Mechanik am Kauno politechnikos institutas und wurde Ingenieur. Er organisierte viele Aktionen im Umweltschutz und 1987 gründete den Club für Denkmalschutz „Atgaja“. 1990 wurde er zum Stadtrat Kaunas ausgewählt und ab April 1990 war stellvertretender Bürgermeister, zuständig für Umweltschutz, Stadtwirtschaft und Entwicklung sowie Gesundheit.
1992 (nach dem Tod) wurde Gricius mit dem ersten Valdas-Adamkus-Preis (im Umweltschutz) ausgezeichnet.